# Expedición de Qatan
La Expedición de Qatan, fue la primera incursión contra la tribu de Banu Asad bin Khuzaymah, que ocurrió justo después de la Batalla de Hamra al-Asad en el año 4 A.H del calendario islámico (625 d. C.). La expedición fue ordenada por Mahoma después de que su inteligencia le informara que algunos miembros de los Banu Asad bin Khuzaymah planeaban atacar Medina.

## De fondo
La tribu Banu Asad bin Khuzaymah (no confundir con la tribu Banu Asad), residía en Qatan, en las cercanías de Fayd, y era una tribu poderosa conectada con los Quraysh. Residían en la colina Qatan en Nejd. Mahoma recibió informes de su inteligencia sobre que planeaban una incursión contra Medina. Así que despachó una fuerza de 150 hombres al mando de Abu Salama 'Abd Allah ibn 'Abd al-Asad para atacarlos por sorpresa el día de Muharram.

## Incursión
Cuando los musulmanes llegaron al sitio los miembros de la tribu huyeron y los musulmanes encontraron tres pastores con un gran rebaño de camellos y cabras. Entonces el botín, junto con los tres cautivos, fue traído a Medina.
De acuerdo con la norma islámica sobre el saqueo todo botín móvil debe llevarse del lugar del saqueo. Es ilegal, según las normas islámicas, no tomar posesión de las riquezas de los infieles después de un saqueo exitoso.
Sobre la regla de Ghanimah, (pillaje), el Diccionario del Islam escribe, "Si el Imán, o el dirigente del ejército musulmán, conquista un país por la fuerza de las armas, tiene la libertad de dejar la tierra en posesión de los propietarios originales, siempre que proporcionen tributo, o puede dividirla entre los musulmanes; pero con respecto a los bienes muebles, es ilegal dejarlo en posesión de los infieles, debe traerlo al ejército y dividirlo entre los soldados". Por esta razón, las cabras y camellos también fueron llevados a Medina (porque son objetos movibles).
Abu Salamah tenía una inflamación de una herida anterior, y  murió.
La segunda incursión contra la tribu Banu Asad ibn Khuzaymah tuvo lugar casi tres años más tarde.